# El Ràfol d’Almúnia
El Ràfol d’Almúnia (spanisch Ráfol de Almunia) ist eine spanische Gemeinde (municipio) in der Provinz Alicante mit einer Bevölkerung von 703 Einwohnern (Stand: 2024).

## Lage
El Ràfol d’Almúnia liegt etwa 80 Kilometer nordöstlich von Alicante und etwa 85 Kilometer südsüdöstlich von Valencia in einer Höhe von 90 m nahe der Mittelmeerküste.

## Geschichte

### Bevölkerungsentwicklung
| Jahr      | 1970 | 1981 | 1991 | 2001 | 2011 | 2021 |
| Einwohner | 442  | 418  | 376  | 536  | 704  | 674  |

## Sehenswürdigkeiten

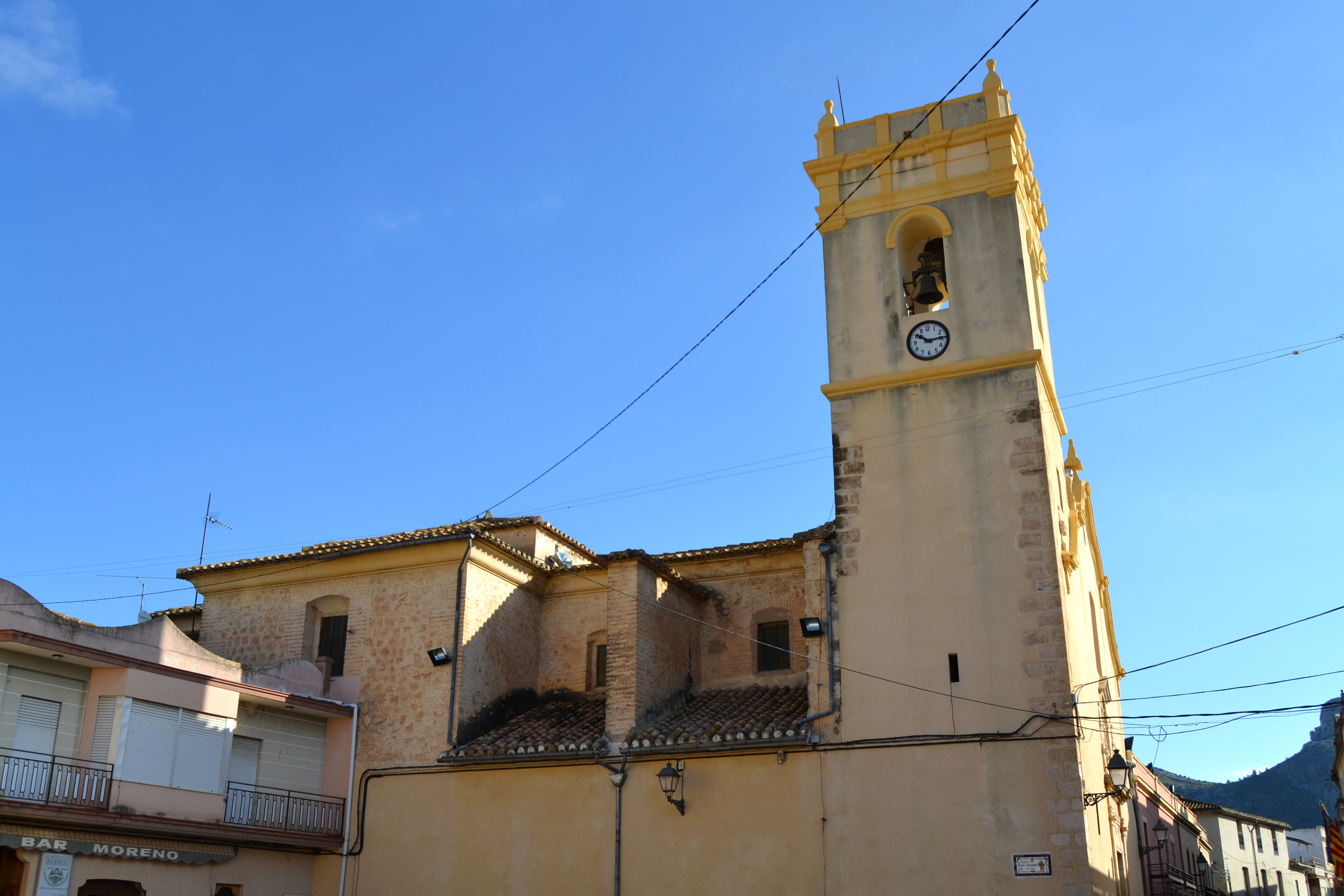
Franzenskirche
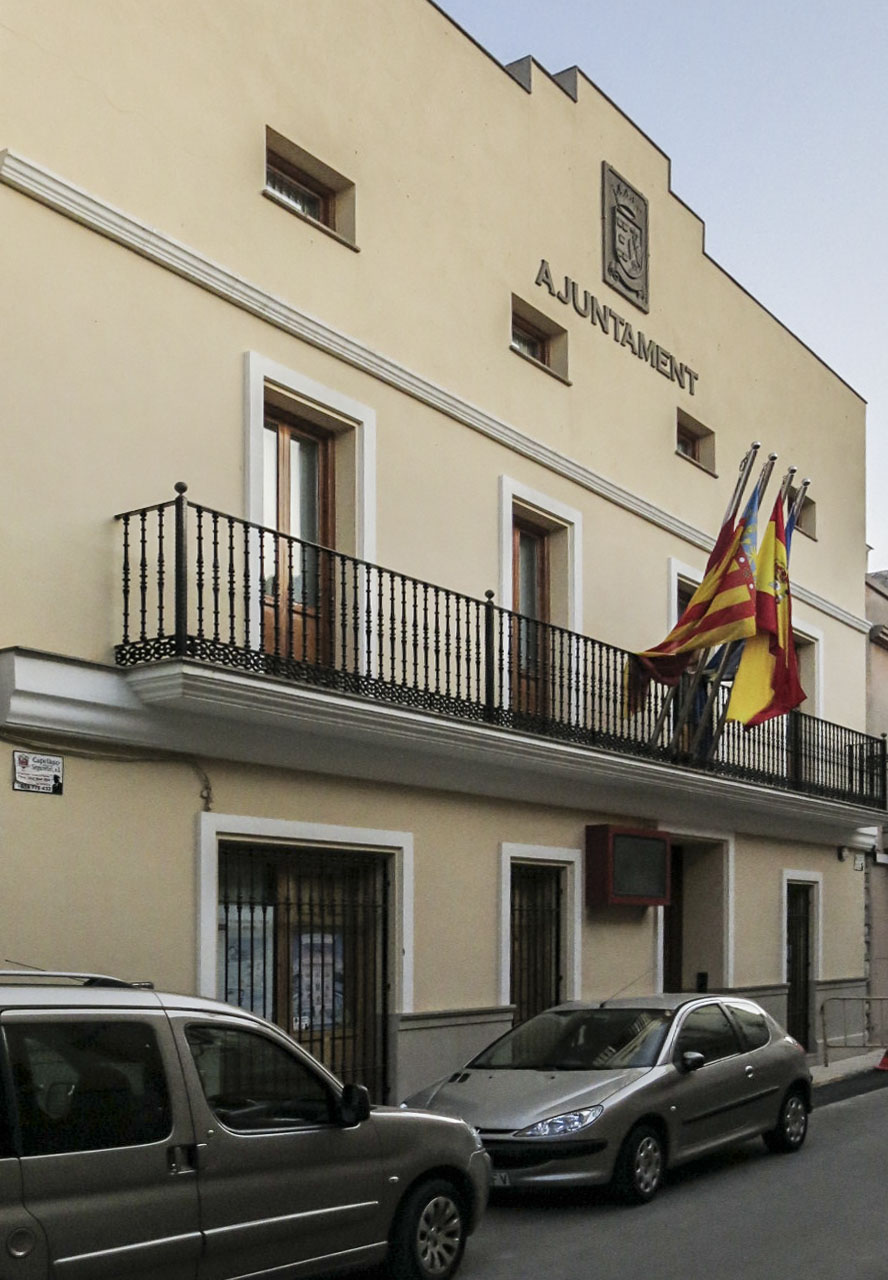
Kapelle

- Franzenskirche
- Rathaus